# هانس فریمن
هانس چارلز فریمن(AM، FAA)، (زاده ۲۶ مه ۱۹۲۹ – درگذشته ۹ نوامبر ۲۰۰۸) یک شیمیدان معدنی‌زیستی، بلورشناس پروتئین، و استاد شیمی معدنی استرالیایی زادهٔ آلمان است که بیشتر دوره کاری‌اش را در دانشگاه سیدنی گذراند. شناخته‌شده‌ترین مشارکت‌های او در شیمی توضیح خواص ساختارهای شیمیایی غیرمعمول، الکتروشیمی، طیف‌بینی، پروتئین‌های حاوی یون‌های مس پروتئین‌های مس آبی، به خصوص پلاستوسیانین بود.او همچنین بلورنگاری پروتئین را به استرالیا معرفی کرد و  مدافع سرسخت  برنامه هایی بود که موجب دسترسی خوب دانشمندان استرالیایی  به امکانات «علم بزرگ» می‌شد.